# (11846) Verminnen
(11846) Verminnen ist ein Asteroid des Hauptgürtels, der am 21. September 1987 von dem belgischen Astronomen Eric Walter Elst am Rožen-Observatorium (IAU-Code 071) in Roschen bei Smoljan in Bulgarien entdeckt wurde. Sichtungen des Asteroiden hatte es vorher schon im Oktober 1975 unter der vorläufigen Bezeichnung 1975 TP2 am Krim-Observatorium in Nautschnyj gegeben.
(11846) Verminnen wurde am 12. Dezember 2008 nach dem belgischen Sänger und Liedermacher Johan Verminnen (* 1951) benannt, der in seinen Liedern häufig die belgische Hauptstadt Brüssel thematisiert.